# Phyciodes collinsi
Phyciodes collinsi är en fjärilsart som beskrevs av Gunder 1930. Phyciodes collinsi ingår i släktet Phyciodes och familjen praktfjärilar. Inga underarter finns listade i Catalogue of Life.